# Bronisław Jasicki
Bronisław Jan Jasicki (ur. 12 stycznia 1907 w Sporyszu, zm. 19 listopada 1992 w Żywcu) – polski naukowiec, prof. zw. dr hab., antropolog, rektor AWF w Krakowie, profesor UJ, organizował badania antropologiczne na Żywiecczyźnie.

## Życiorys
Urodził się w Sporyszu 12 stycznia 1907 roku. Był synem Jana (nauczyciela oraz kierownika szkół: w Kamesznicy oraz Publicznej Szkoły Zawodowej Dokształcającej w Żywcu) i Bronisławy z domu Kubicka. Uczęszczał do szkoły elementarnej w Kamesznicy, a od 1917 roku był uczniem żywieckiej szkoły realnej. Egzamin dojrzałości uzyskał w roku 1924 w Gimnazjum Matematyczno–Przyrodniczym w Żywcu. Na Wydziale Filozoficznym Uniwersytetu Jagiellońskiego studiował nauki przyrodnicze. Podczas studiów zainteresował się antropologią (uczęszczał na wykłady profesora Juliana Talko–Hryncewicza), co zaowocowało późniejszym stanowiskiem młodszego asystenta przy Katedrze Antropologii UJ. Studia ukończył w 1929, a w 1933 roku uzyskał dyplom nauczycielski uprawniający do nauczania w szkołach średnich (po egzaminie państwowym).

## Praca naukowa i dydaktyczna
Pierwszą pracę naukową „Trwanie życia górali polskich od roku 1881 do 1925” napisał w 1930 roku. Praca powstała na podstawie wypisu ksiąg metrykalnych parafii i powiatów żywieckiego oraz nowotarskiego. Rozprawę doktorską dotyczącą również tego tematu obronił w 1932 roku. Większość jego prac naukowych poświęcona była badaniom ontogenetycznym człowieka, a wiele koncepcji badawczych i wniosków – nowatorskimi. W czasie II wojny światowej, w 1940 roku, Zakład Antropologii UJ został zlikwidowany przez władze okupacyjne, a Bronisław Jasicki najpierw pracował jako robotnik niewykwalifikowany w firmie budowlanej, a następnie w Institut Für Fleckifieber w charakterze pomocniczej siły technicznej na oddziale zakaźnym.

### Kariera naukowa
W styczniu 1945 roku Bronisław Jasicki otrzymał zajmowane przed wojną stanowisko na uniwersytecie i rozpoczął pracę naukową (głównie z zakresu ontogenezy). W styczniu 1948 habilitował się i w tym samym roku został adiunktem habilitowanym Zakładu Antropologii UJ. W roku akademickim 1950/1951 wykładał antropologię na WSP, a w latach 1951–1955 na wydziale Biologii i Nauk o Ziemi Uniwersytetu Toruńskiego. W roku 1954 został mianowany kierownikiem Katedry Biologii i Antropologii AWF w Krakowie. W 1959 został wybrany rektorem AWF. W 1956 roku w Zakładzie Antropologii UJ uzyskał status samodzielnego pracownika naukowego. W latach 1959–1960 oraz w 1962 wziął udział w dwóch polsko–egipskich wyprawach antropologicznych. W 1963 uzyskał tytuł profesora nadzwyczajnego antropologii, a w 1972 roku tytuł profesora zwyczajnego. W 1965 roku, po śmierci prof. Eugenii Stołychwo, zrezygnował z pracy na AWF i objął funkcję kierownika Zakładu Antropologii UJ (do 1976). Jednocześnie w latach 1967–1970 pełnił funkcję kierownika Instytutu Zoologii UJ.

## Zainteresowania naukowe
Współpracował z Polską Akademią Nauk (był członkiem Komitetu Antropologicznego), był też członkiem Komitetu Rozwoju Człowieka, Komisji Profilaktyki Zdrowia Człowieka oraz wielu innych (w tym międzynarodowych), np. Polskiego Towarzystwa Antropologicznego, Polskiego Towarzystwa Genetycznego, Association International des anthropobilogistes, European Anthropological Association. Posiadał honorowe członkostwo nadane przez Slovenske Antropologicke Spolecnosti (w Bratysławie) i Polskie Towarzystwo Antropologiczne. Zajmował się wszystkimi działami antropologii. Kierował zdjęciem antropologicznym Śląska oraz zorganizował (1962) badania antropologiczne na Żywiecczyźnie (prowadzone do 2002 roku). W swej działalności naukowo dydaktycznej kierował około 190 pracami magisterskimi i był promotorem 17 prac doktorskich.
W roku 1977 przeszedł na emeryturę. Zmarł 19 listopada 1992 w Żywcu. Został pochowany 1 grudnia 1992 w Krakowie na cmentarzu Rakowickim (kwatera XXXIX, rząd 9).
Bronisław Jasicki interesował się również folklorem, budownictwem drewnianym i rzeźbą regionu, malarstwem (sam malował akwarele), przyrodą (kolekcje), książkami oraz fotografią.

## Odznaczenia
- Brązowy Medal „Za Długoletnią Służbę” – 1 XII 1938
- Złoty Krzyż Zasługi – 22 VII 1959
- Krzyż Kawalerski Orderu Odrodzenia Polski – 29 IV 1964
- Krzyż Oficerski Orderu Odrodzenia Polski – 24 XII 1975
- Medal Pamiątkowy Komisji Edukacji Narodowej – 14 X 1973
- Odznaka „Zasłużony Nauczyciel PRL” – 13 X 1975

Źródło:.

## Publikacje
- Trwanie życia górali polskich od r. 1881 do 1925. „Sprawozdania Polskiej Akademii Umiejętności”, nr 35,4, 1930, s.22-23
- Wzrastanie wymiarów głowy z wiekiem u młodzieży męskiej krakowskich szkół powszechnych i średnich. Część I. Długość głowy „Sprawozdania Towarzystwa Naukowego Warszawskiego”, Wydz IV, nr 27, 1935, s.39-40
- Wzrastanie wymiarów głowy z wiekiem u młodzieży męskiej krakowskich szkół powszechnych i średnich. Część II. Szerokość głowy „Sprawozdania Towarzystwa Naukowego Warszawskiego”, Wydz IV, nr 27, 1935, s.41-42
- W sprawie typów morfologicznych młodzieży krakowskiej od 15 do 19 roku życia. „Sprawozdania Polskiej Akademii Umiejętności”, nr 40,3, 19335, s.82-83
- W sprawie typów morfologicznych i rozwoju młodzieży żydowskiej miasta Krakowa.”Przegląd Antropologiczny”, nr 10, 1936,s.40-52
- Przyczynek do poznania zagadnienia rozwoju typów morfologicznych młodzieży szkolnej miasta Krakowa, „Sprawozdania Polskiej Akademii Umiejętności”, nr 41,1, 1936, s.24-25
- Rytmika wzrostu głowy u młodzieży krakowskiej, V Zjazd Polskiego Towarzystwa Anatomiczno-Zoologicznego w Krakowie, 1936
- Dynamika rozwojowa męskiej młodzieży szkolnej z Krakowa, „Prace i Materiały Antropologiczne”, nr 1,1938, s. 1-234
- Czy na podstawie pomiarów wzrostu i wagi można wyróżniać tzw. okresy bujania i pełnienia w czasie wzrastania organizmu ludzkiego, „Przegląd Antropologiczny”, nr 12, 1938, s. 533-551
- Dalsze badania nad dynamiką rozwojowa młodzieży szkolnej, „Sprawozdania Polskiej Akademii Umiejętności”, nr 48, 3, 1947, s. 107-108
- Dalsze badania nad dynamiką rozwojowa młodzieży szkolnej, „Prace i Materiały Antropologiczne”, nr 2,1948, s. 57-93
- Zjawisko dojrzewania a rozwój wysokości ciała u chłopców, ”Przegląd Antropologiczny”, nr 15, 1948,s.101-118
- Struktura antropologiczna Górali i Podgórzan polskich, „Sprawozdania Polskiej Akademii Umiejętności”, nr 50,10, 1949, s.625-627
- Typy morfologiczne wśród kobiet Beskidu Zachodniego, „Sprawozdania Polskiej Akademii Umiejętności”, nr 51, 3, 1950, s.149-152
- Podstawy klasyfikacji człowieka w ujęciu szkoły krakowskiej, ”Przegląd Antropologiczny”, nr 21, 2, 1955,s.527-535* Ośrodek krakowski w latach 1908-1956, „Materiały i Prace Antropologiczne”, nr 33, 1957, s. 1-62
- Rozwój proporcji ciała u dzieci i młodzieży z Pustyni Libijskiej w Egipcie, „Materiały i Prace Antropologiczne”, nr 69, 1965, s. 35-76
- Kształtowanie się wymiarów i proporcji głowy z wiekiem u młodzieży krakowskiej, „Zeszyty Naukowe UJ”, „Prace Zoologiczne”, nr 12, 1966, s. 7-35
- Zmiany wymiarów i proporcji ciała chłopców i dziewcząt z Żywca w okresie 10 lat (1962-1972), „Monografie AWF Poznań”, nr 80, 1976, s. 7-35
- Żywiec youth developtment, „Acta Facultatis Rerum Naturalium universitatis Comenianae Bratislava „, „Anthropologia”, nr 23, 1976, s. 147-150
- Działalność naukowa Eugenii i Kazimierza Stołyhwów na polu antropologii, ”Przegląd Antropologiczny”, nr 44, 1, 1978, s.3-13
- ”BADANIA ANTROPOLOGICZNE NA ŻYWIECCZYŹNIE”(komunikat) Karta Groni, Nr XI, 1981 (str.12-20)

Współautor
- B. Jasicki, S. Panek, P. Sikora, E. Stołyhwo, Zarys antropologii, Warszawa 1962
- B. Jasicki, B. Mayer, P. Sikora, Monografia antropologiczna Żywiecczyzny, „Zeszyty Naukowe UJ”, „Prace Zoologiczne”, nr 31, 1986, s. 15-156